# Drillia gibbosa
Drillia gibbosa är en snäckart som först beskrevs av Born 1778.  Drillia gibbosa ingår i släktet Drillia och familjen Drilliidae. Inga underarter finns listade i Catalogue of Life.